# Catedral de Brunsvique

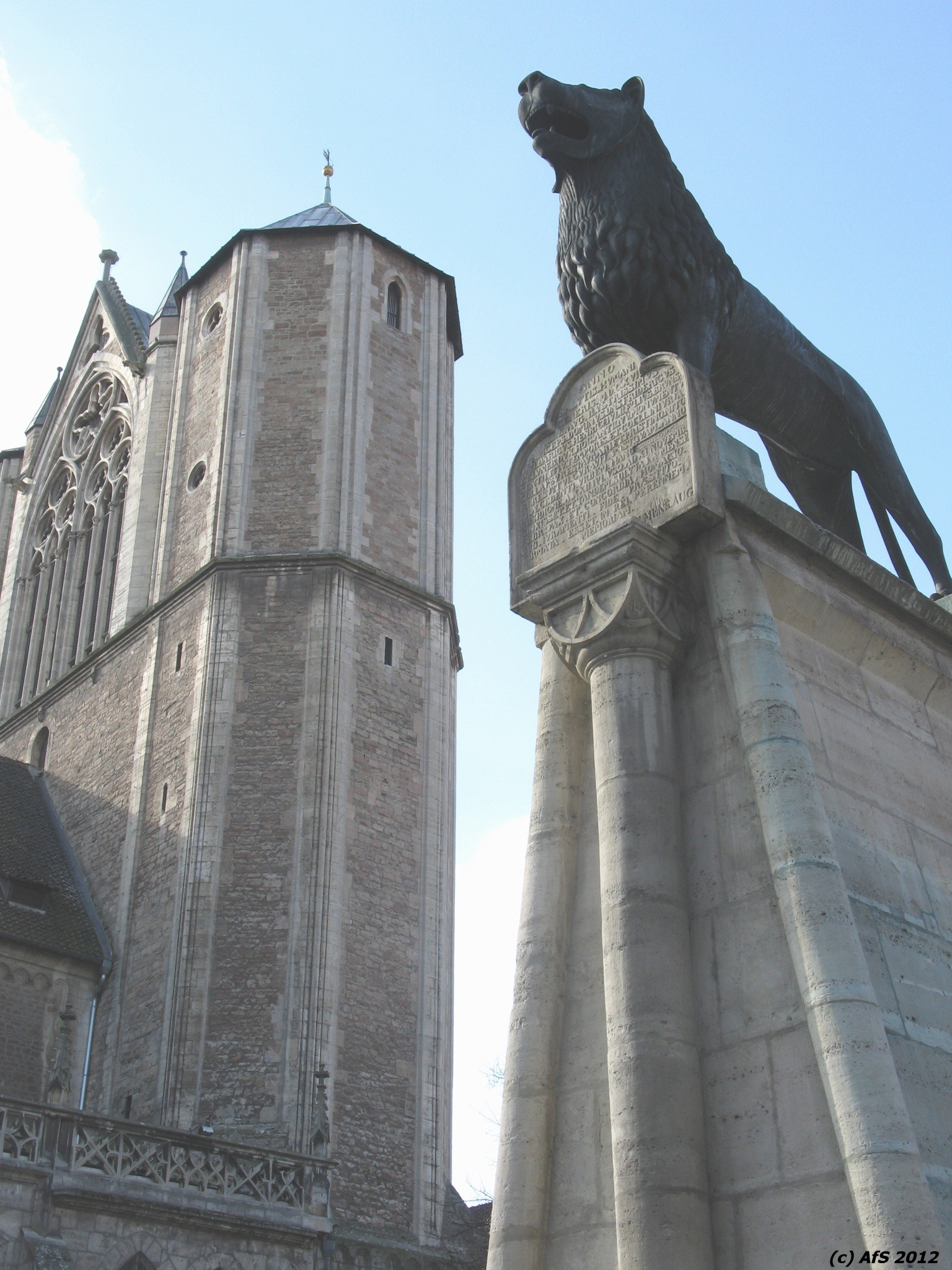
A Catedral de Brunsvique

A Catedral de Brunsvique (em alemão: Dom St. Blasii (et Johannis)) é uma grande igreja luterana na cidade de Brunsvique, na Alemanha. 

## História
Henrique, o Leão fundou-a como igreja colegial e foi construída entre 1173 e 1195. A igreja tem a designação de Dom em alemão, uma sinédoque - pars pro toto - utilizada para catedrais e igrejas colegiais do género, muito parecido com o italiano Duomo e que foi traduzido erradamente para catedral. Depois da Reforma Protestante, o colégio foi dissolvido e a igreja pertence actualmente a uma congregação da Igreja Luterana Evangélica do Estado de Brunsvique.
A construção foi interrompida várias vezes durante os muitos exílios de Henrique, por isso tanto ele como a sua consorte Matilde de Inglaterra, foram enterrados na igreja por acabar. As estátuas de calcário que se encontram por cima das suas sepulturas na nave são representações idealizadas que se concretizaram uma geração após as suas mortes, entre 1230 e 1240. A catedral foi consagrada a 29 de dezembro de 1226, dedicada a São Brás de Sebaste, São João Baptista e Tomás Becket. Tornou-se uma igreja protestante em 1543 depois de a cidade de Brunsvique se juntar à Liga de Esmalcalda em oposição ao duque Henrique V de Brunsvique-Volfembutel.
Entre as obras mais importantes expostas na igreja encontram-se um crucifixo de madeira do Mestre Imervard (da segunda metade do século XII) e um dos raros candelabros de bronze com sete braços construído por volta de 1170-1180.
A Catedral é também o local onde se encontra sepultada Carolina de Brunsvique, rainha-consorte do rei Jorge IV do Reino Unido. O duque Frederico de Brunsvique-Luneburgo também se encontra sepultado aqui.

## Outros Enterros
- Henrique, o Leão (1129–1195)
- Matilde de Inglaterra, Duquesa da Saxónia (1156–1189)
- Egberto II de Meissen (1060–1090)
- Gertrudes de Brunsvique (1060–1117)
- Oto IV, Sacro Imperador Romano-Germânico (1175/76-1218)
- Beatriz de Hohenstaufen (1198–1212)
- Luís Rudolfo de Brunsvique-Luneburgo (1671–1735)
- Cristina Luísa de Oettingen-Oettingen (1671–1747)
- Fernando Alberto I de Brunsvique-Luneburgo (1636–1687),
- Fernando Alberto II Brunsvique-Luneburgo (1680–1735)
- Carlos I de Brunswick-Wolfenbüttel (1713–1780)
- Luís Ernesto de Brunsvique-Luneburgo (1718–1788)
- Fernando de Brunswick (1721–1792)
- Carlos Guilherme Fernando de Brunswick-Wolfenbüttel (1735–1806)
- Frederico Guilherme de Brunswick-Wolfenbüttel (1771–1815)
- Guilherme de Brunsvique (1806–1884)